# Kieran Adams
Kieran Adams (sinh ngày 20 tháng 10 năm 1977) là một cầu thủ bóng đá người Anh. Ngày 31 tháng 12 năm 1994, anh trở thành cầu thủ trẻ nhất Barnet khi thi đấu trước Mansfield Town vào lúc 17 tuổi 71 ngày, một kỉ lục được giữ trong 15 năm đến khi bị phá vỡ bởi Kofi Lockhart-Adams khi anh vào sân từ ghế dự bị trước Cheltenham Town. Trong khoảng thời gian với The Bees, anh được cho mượn đến Hayes và St Albans City. Tổng cộng, anh thi đấu 19 trận cho Barnet, ghi 1 bàn, trước Macclesfield Town, trước khi thi đấu cho Billericay Town, Boreham Wood, Purfleet và Windsor & Eton. Anh kết thúc sự nghiệp năm 2006, khi được Boreham Wood giải phóng.